# Nederlandsche Bond van Belastingbetalers
De Nederlandsche Bond van Belastingbetalers (NBvB) werd in 1919 opgericht door Johan Göbel jr. De bond wilde een pressiegroep van belastingbetalers zijn die nauwlettend in de gaten hield of de zich steeds uitbreidende overheid geen geld over de balk smeet. De bond pleitte voor een zeer terughoudende overheid, voor actieve bestrijding van het socialisme, voor afschaffing van de raden van arbeid, terwijl ook stemmen klonken om het kiesrecht te beperken tot belastingbetalers.
In 1920 en 1921 groeide de NBvB relatief snel, onder andere doordat een groot aantal reeds langer bestaande lokale bezuinigingsgroepjes zich bij de bond aansloot. Waarschijnlijk uit onvrede met Göbels dominante positie binnen de bondsorganisatie, verlieten achtereenvolgens de partijvoorzitter Van der Mijle en de gehele afdeling Den Haag onder leiding van August Frederik Leopold Faubel de NBvB. Na het gedwongen vertrek van Göbel, die van fraude werd beschuldigd, keerde Van der Mijle terug. 
In de loop van 1923 ging de NBvB op in Van der Mijles Nationale Bond voor Bezuiniging. Deze partij is uiteindelijk in 1929 opgegaan in het wederom door Van der Mijle opgerichte Verbond van Nationalisten. In 1933 ten slotte, zou Van der Mijle aan de wieg staan van de Nationaal-Socialistische Partij.